# Lunaria annua
Lunaria annua L. è una pianta erbacea biennale, talvolta perenne e raramente annuale, appartenente alla famiglia delle Brassicacee. È nota con diversi nomi comuni, fra cui monete o occhiali del Papa, medaglie di Giuda e erba luna.

## Descrizione

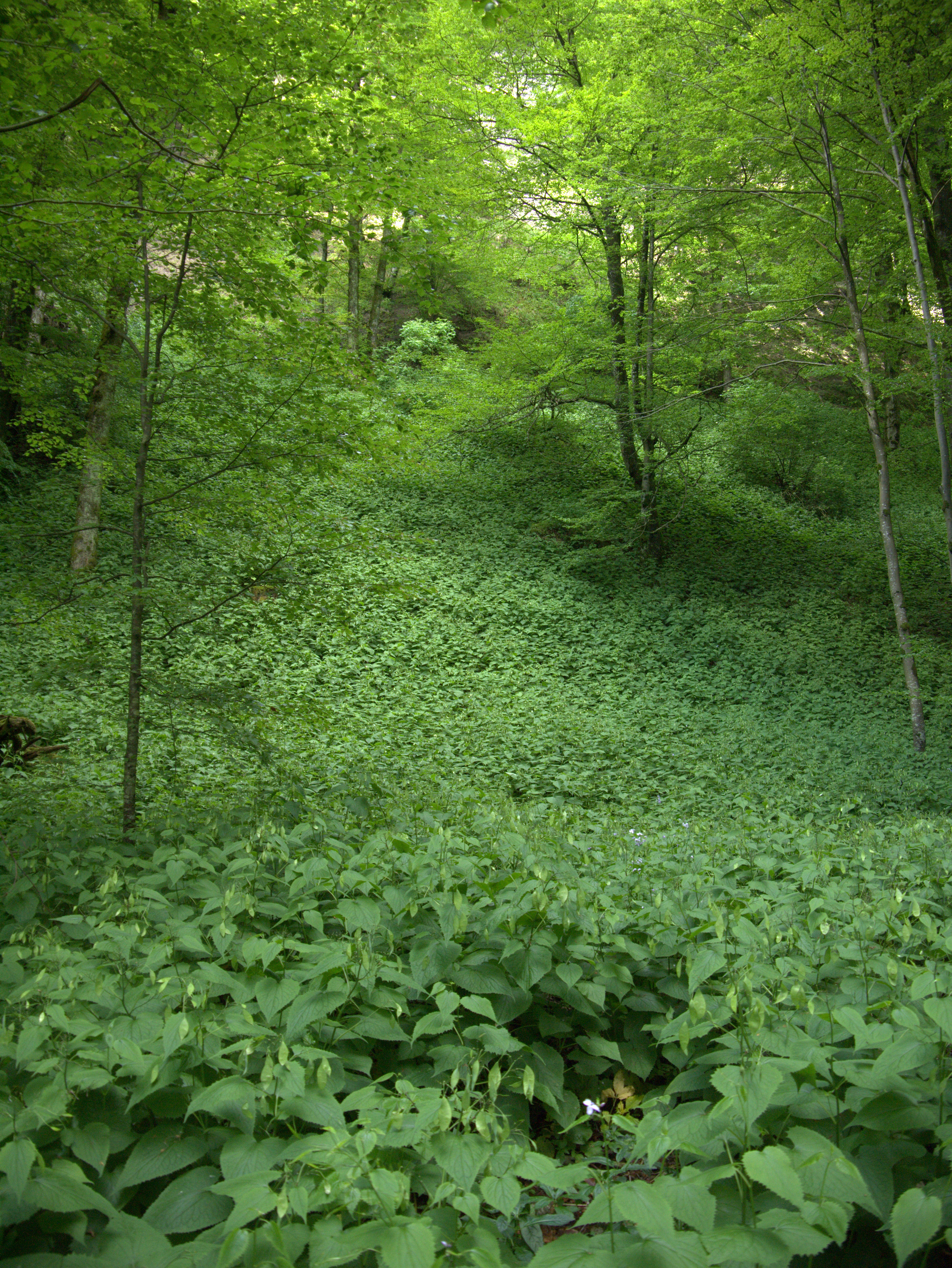
Sottobosco formato da piante di Lunaria annua

La pianta è caratterizzata da radici carnose e fusto peloso ramificato, e può crescere fino ad un metro di altezza.

### Foglia
Le foglie sono caduche, di colore verde brillante, lunghe 10–15 cm e con il margine a dentelli triangolari. Crescono opposte lungo fusto, e il picciolo è allungato nelle foglie più basse, riducendosi man mano verso l'alto fino a scomparire quasi del tutto. La lamina è ovata, a base cordata e con apice acuminato.

### Fiore
La pianta produce fiori monoici e inodori; la corolla è dialipetala, composta da quattro petali di colore porpora, rosa o talvolta bianco; il calice è formato da quattro sepali arrossati o dello stesso colore della corolla (oppure verdi, quando i petali sono bianchi). Presenta sei stami, di cui quattro centrali più lunghi e due laterali più brevi; vi sono inoltre due carpelli, e l'ovario è supero.

### Frutto

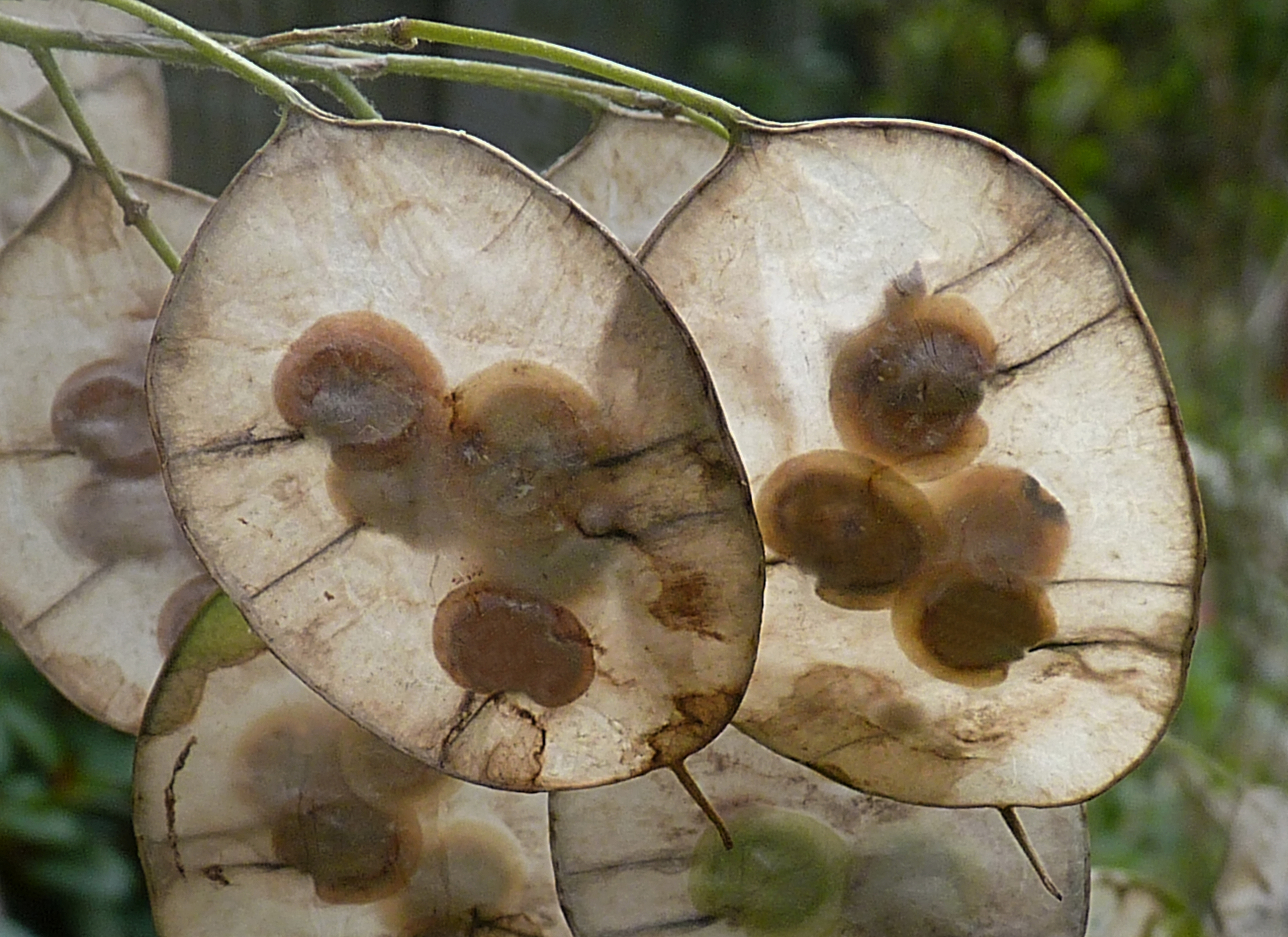
I caratteristici frutti a siliqua

I frutti di Lunaria annua, a cui la pianta deve i suoi nomi comuni, sono siliquette deiscenti di forma ellittica o tondeggiante, grandi dai 2 ai 6 cm. Inizialmente verdi, raggiungono un colore argentato con la maturazione. Ogni siliqua è composta da due valve e una membrana centrale che contiene i semi, che sono visibili quando la "moneta" è guardata in controluce.

## Biologia
La pianta predilige luoghi umidi e moderatamente ombreggiati, oppure i margini dei boschi; si trova dal livello del mare fino a sopra i 900 metri d'altitudine. Fiorisce da aprile a giugno.

## Tassonomia
Il nome scientifico della specie, annua, venne attribuito da Linneo, pensando che la pianta fosse annuale; il sinonimo Lunaria biennis venne coniato da Dumont de Courset dopo aver piantato dei semi e visto che la pianta era fiorita al secondo anno di vita.

## Distribuzione

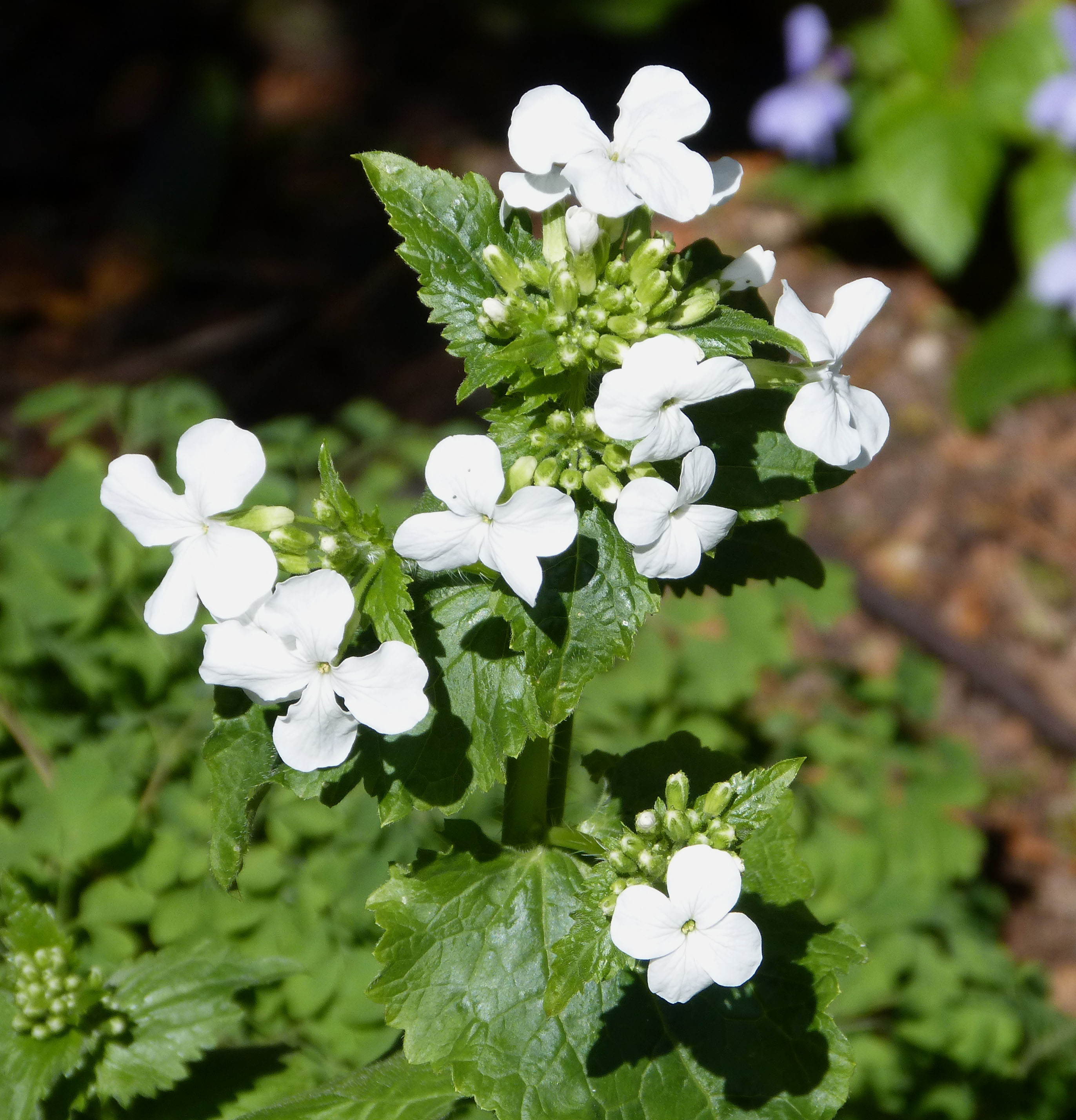
Lunaria annua var. alba

Lunaria annua è nativa dell'Europa sud-orientale, ed è presente spontaneamente in Albania, Bosnia ed Erzegovina, Bulgaria, Croazia, Grecia (inclusa Creta), Italia, Macedonia del Nord, Montenegro, Romania e Serbia.
È inoltre naturalizzata in molti altri paesi europei (Austria, Belgio, Bielorussia, Germania, Irlanda, Lettonia, Lituania, Norvegia, Slovenia, Spagna, Svezia, Svizzera, Ucraina), americani (vari stati di Canada, Stati Uniti e Argentina), in Giappone, Macaronesia e Nuova Zelanda.

## Utilizzi
I semi di Lunaria annua vengono usati per preparare una salsa piccante simile alla senape, mentre foglie e radici possono essere cucinate bollite o in insalata.
La pianta contiene acido nervonico, che è presente naturalmente anche nel latte materno e viene quindi usato per integrare quest'ultimo nelle nascite premature o altri casi particolari; inoltre aiuta a mantenere il cervello in buona salute, ed è quindi sotto studio per il trattamento di malattie neurologiche come Alzheimer, sclerosi multipla e adrenoleucodistrofia. Lunaria annua ha inoltre proprietà diuretiche e antiscorbutiche, in quanto contiene glucosidi solforati, e dalle sue parti aeree si ricava una tintura madre usata in fitoterapia, avente proprietà sempre antiscorbutiche oltre che stomachiche.